# ویلیام هاموند (دوچرخه‌سوار)
ویلیام هاموند (انگلیسی: William Hammond; ۲ ژوئیهٔ ۱۸۸۶ – ۱۳ ژانویهٔ ۱۹۶۰) دوچرخه‌سوار اهل بریتانیا بود.
وی در مسابقات کشوری و بین‌المللی در مجموع برندهٔ ۱ مدال نقره شده‌است.